# HE 1523-0901
HE 1523-0901 är en röd jätte i stjärnbilden Vågen.
HE 1523-0901 har visuell magnitud +11,50 och kräver teleskop för att observeras. Den befinner sig på ett avstånd av ungefär 7 500 ljusår. Stjärnan antas vara en Population II-stjärna och är extremt metallfattig, -2,95 (Fe/H). Stjärnan hittades i ett urval av ljusa metallfattiga stjärnor genom studien Hamburg/ESO Survey ledd av Anna Frebel. Gruppens forskning publicerades i Astrophysical Journal den 10 maj 2007.

## Stjärnans ålder
Stjärnans ålder uppskattas med ESO:s Very Large Telescope vara ungefär 13,2 miljarder år. Detta gör stjärnan till det äldsta objektet som upptäckts i Vintergatan (2007), och därmed nästan lika gammal som universums beräknade ålder på 13,7 miljarder år (mätt med WMAP). HE 1523-0901 var den första stjärnan vars ålder bestämdes utifrån sönderfallet av de radioaktiva grundämnena uran och thorium med samtidig mätning av grundämnen bildade med neutroninfångning. HE 1523-0901 tros vara bildad i samband med de allra första supernovaexplosionerna i Vintergatans historia.